# Stare Miasto (Szczecin)

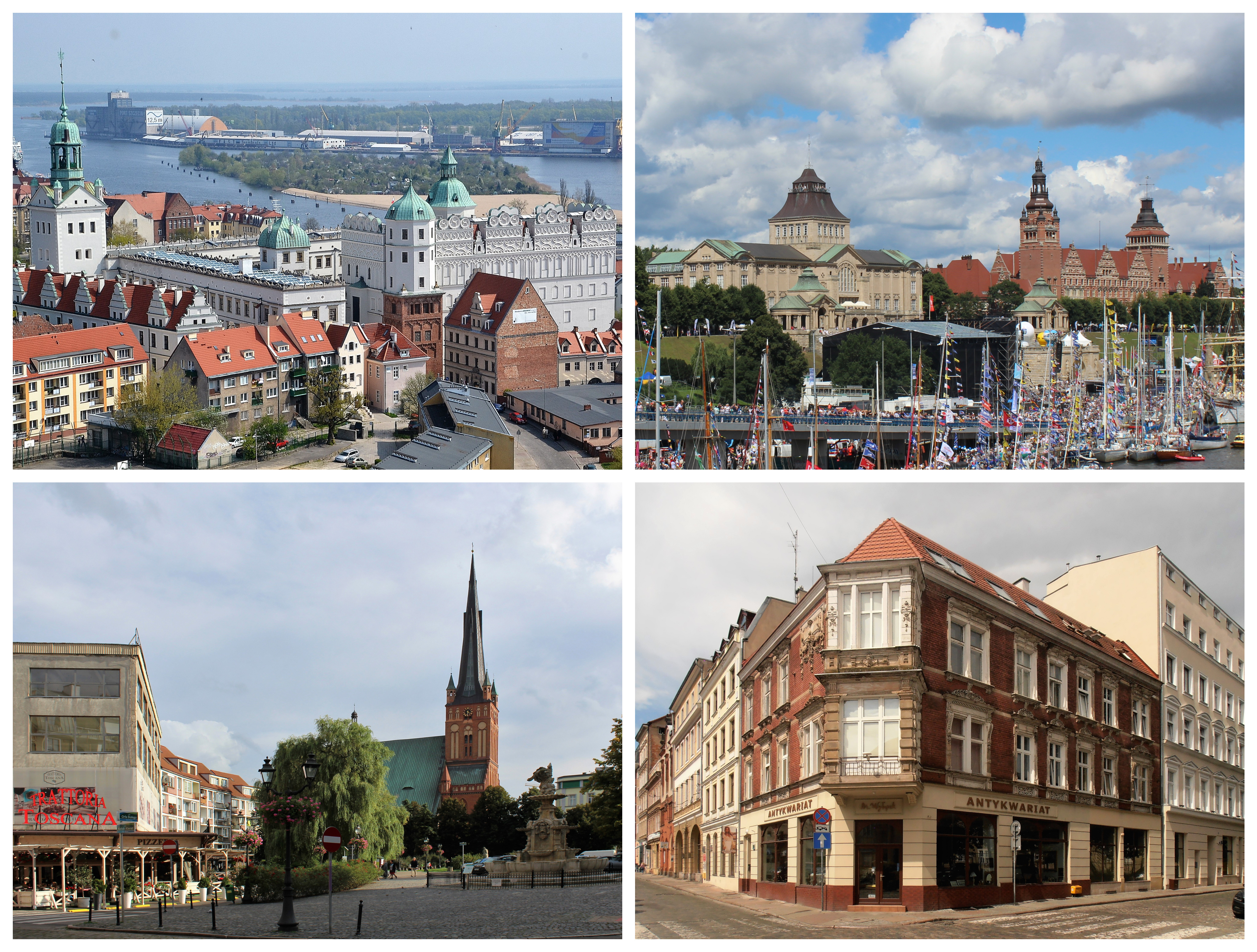
Zamek Książąt Pomorskich, Wały Chrobrego, plac Orła Białego, ulica Koński Kierat

Stare Miasto (do 1945: Altstadt) – część miasta i osiedle administracyjne Szczecina, będące jednostką pomocniczą gminy, położone nad Odrą. Granicami osiedla są ul.: Kapitańska, Malczewskiego, Matejki z placem Hołdu Pruskiego, pl. Żołnierza Polskiego, aleja Niepodległości i ulica Dworcowa oraz rzeka Odra.
Według danych z 2022 r. na osiedlu mieszkały 3804 osoby. Nad Odrą na Wałach Chrobrego corocznie na przełomie czerwca i lipca odbywały się Dni Morza.
Konsulaty na osiedlu Stare Miasto: Królestwa Norwegii (al. Niepodległości), Republiki Estonii (ul. Kurza Stopka) i Republiki Kazachstanu (ul. Grodzka).

## Historia i urbanistyka

### Przed 1945
Na początku lat 30. XX wieku funkcję architekta miejskiego pełnił Ernst Lehnemann. Stworzony przez niego plan zakładał częściową przebudowę urbanistyki Starego Miasta. Planowano poszerzenie dzisiejszej ulicy Wyszyńskiego i doprowadzenie jej bezpośrednio do Mostu Długiego – aby inwestycja ta była możliwa, należało rozebrać kamienice na trasie przyszłej arterii (przed wojną ul. Wyszyńskiego kończyła się na ul. Sołtysiej). Lehnemann proponował także poszerzenie ulicy Panieńskiej oraz Św. Ducha, które miałyby się stać przeprawą alternatywną do bulwaru nadodrzańskiego. Innym pomysłem było wyburzenie części kamienic na Starym Mieście w celu odsłonięcia najcenniejszych zabytków, takich jak np. Stary Ratusz. Inwestycje te nie zostały zrealizowane przed wybuchem wojny i pozostały jedynie w sferze planów. Orędownikiem tych planów stał się następca Lehnemanna, ostatni niemiecki architekt Szczecina – Hans Bernhard Reichow. Zgodnie z jego wizją rozwoju Szczecina wyburzony miał zostać Teatr Miejski, a w jego miała zostać poprowadzona szeroka aleja wiodąca na nabrzeże Odry. Proponował on także zbudowanie nowej, szerszej przeprawy w miejscu Mostu Kłodnego oraz wyburzenie kamienic przy bulwarze nadodrzańskim i poprowadzenie w ich miejscu szerokiej arterii.

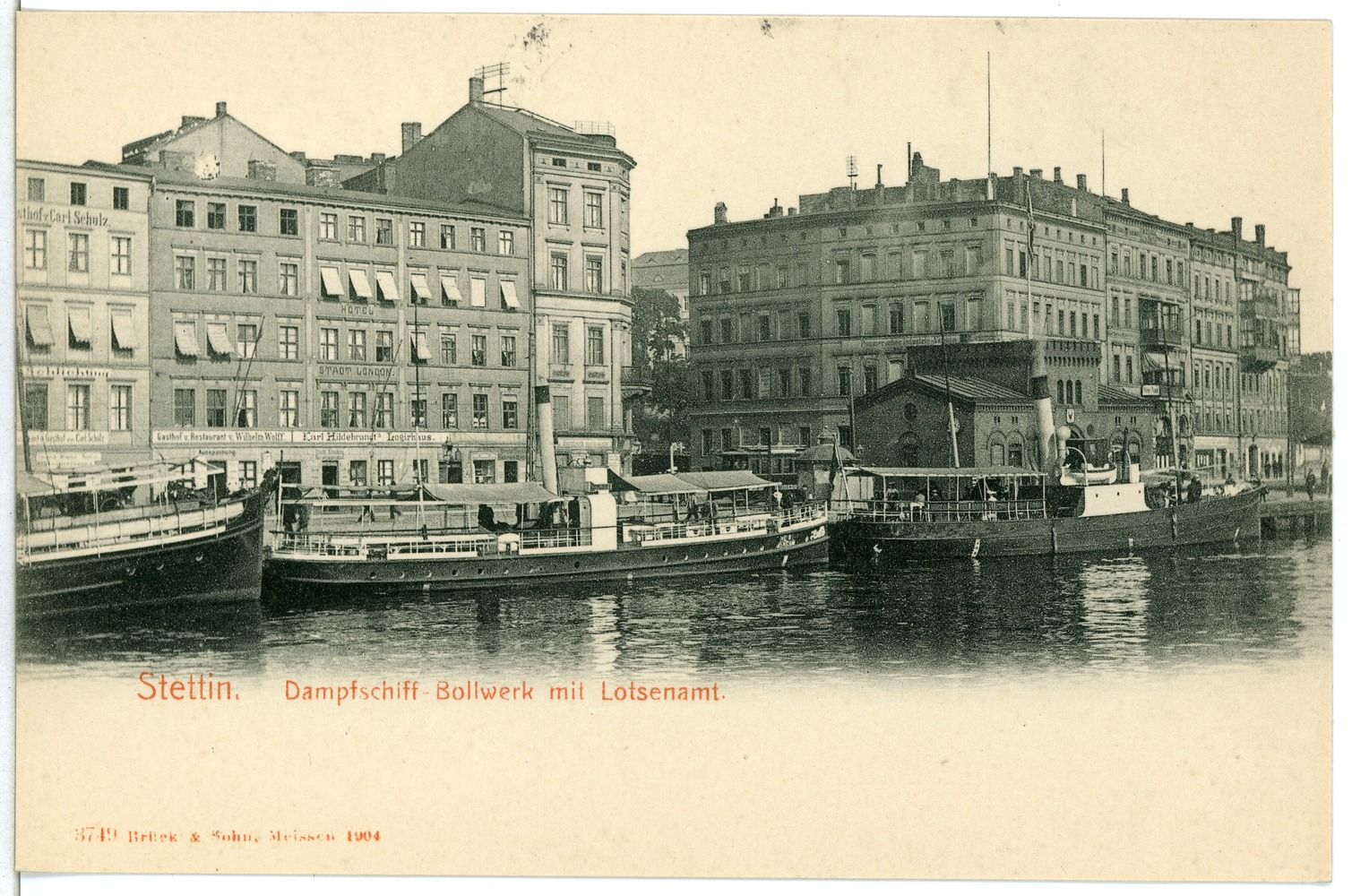
Bollwerk w 1903 r. (dziś Bulwar Piastowski)
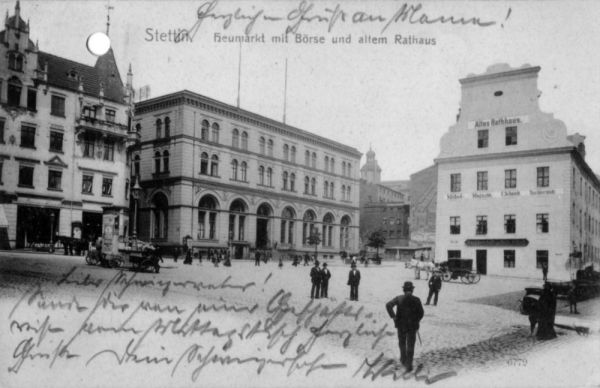
Heumarkt w początkach XX wieku (dziś Rynek Sienny)
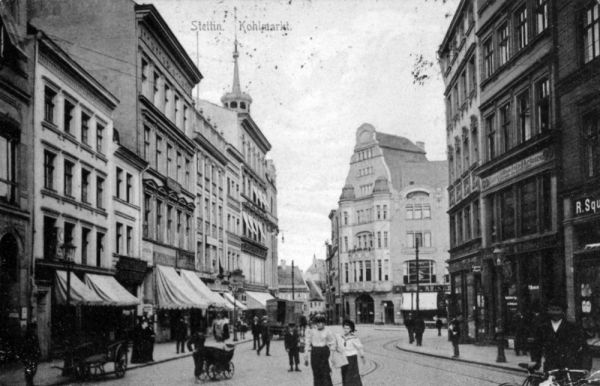
Kohlenmarkt w początkach XX wieku (dziś część ul. Grodzkiej)
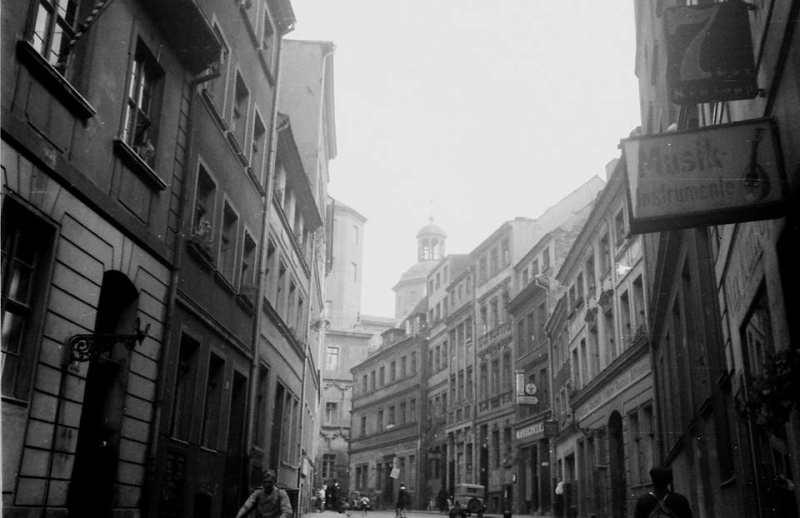
Mönchenstraße w 1935 r. (dziś część ul. Grodzkiej)

### Po 1945
Po zakończeniu działań wojennych, zimą 1945 Piotr Zaremba, pierwszy polski prezydent Szczecina, przedstawił wizję przebudowy bulwaru nadodrzańskiego oraz zabudowań staromiejskich. Postulował on usunięcie gruzów i pozostałości kamienic w celu odsłonięcia najcenniejszych zabytków staromiejskich. Inżynier oświadczył, że Arteria Nadodrzańska będzie najważniejszą osią komunikacyjną Szczecina. Inwestycję pod względem śmiałości i rozciągłości porównywano do budowy trasy W-Z w Warszawie. W końcu lat 40. XX wieku rozpoczęto budowę nowego bulwaru nadodrzańskiego zgodnie z projektem Piotra Zaremby. W latach 1947–1948 wyburzone zostały zarówno wypalone ruiny budynków, jak i kamienice, które zostały już odremontowane siłami nowych właścicieli. Arteria miała połączyć północne okolice Szczecina (Police) z osiedlem Pomorzany. Zaprojektowano dwie jezdnie, pomiędzy którymi przebiegać miało dwutorowe, wydzielone torowisko tramwajowe. Z powodu braku możliwości usunięcia całego gruzu pozostałego po zburzonych kamienicach teren został podwyższony i podzielony na dwa poziomy. Usuwano zachowane stropy kamienic, zasypując ich piwnice gruzem i wyrównując teren. W kwietniu 1948 lokalni konserwatorzy zabytków sprzeciwili się inwestycji. Podobne stanowisko zajęło lokalne Polskie Towarzystwo Krajoznawcze. Wszystkie te zarzuty zostały odrzucone i przedsięwzięcie w dalszym ciągu było w stanie realizacji. W latach 1948–1950 realizowano odcinek od ulicy Wyszaka do ulicy Stanisława Dubois. Jednak prace budowlane stanęły w miejscu w 1950. Spadło tempo inwestycji – w następnych latach skupiono się już tylko na budowie nawierzchni i układaniu torów tramwajowych. W efekcie Arteria Nadodrzańska została zrealizowana jedynie na niewielkim odcinku: od gmachu poczty przy ul. Dworcowej do ul. Stanisława Dubois. Arteria Nadodrzańska pozostaje obiektem wzbudzającym kontrowersje ze względu na odsunięcie miasta od rzeki, z którą było ono nierozerwalnie związane przez wiele wieków. 
Po 1945 r. Stare Miasto było zniszczone w wyniku bombardowań brytyjskich w ok. 80%. Wojny nie przetrwał też pomnik Sediny – najsłynniejszy pomnik w przedwojennym Szczecinie. Odbudowy nie podjęto, ponieważ zniszczona zabudowa w większości pochodziła z XIX wieku i ówcześnie nie była jeszcze uważana za wartościową, wobec czego rekonstrukcji poddano tylko nieliczne obiekty, takie jak np. Stary Ratusz (zob. Ratusz Staromiejski w Szczecinie, Czerwony Ratusz w Szczecinie). 
Pierwotnie rozważano dwa sposoby odbudowy Starego Miasta: odbudowa zgodnie z zasadami obowiązującymi w Warszawie i Gdańsku, tj. odtwarzanie dawnej zabudowy i układu ulicznego sprzed II wojny światowej lub rezygnacja z przywracania dawnego wyglądu dzielnicy i wprowadzenie nań zabudowy nowoczesnej, dopełniającej przewidziane do odbudowy zabytki.
W latach 50. XX wieku zespół architektów w składzie W. Furmańczyk, W. Jarzynka, L. Kotowski opracował koncepcję nowej zabudowy Starego Miasta w Szczecinie. Pozostawiając starą siatkę ulic, zaprojektowano osiedle niskich, trój- cztero- lub pięciopiętrowych bloków krytych spadzistymi dachami. Natomiast na obszarze Podzamcza, nieopodal Ratusza Staromiejskiego planowano wzniesienie czterech jedenastopiętrowych wieżowców mieszkalnych. Zaprojektowano również pawilony handlowe, mające pomieścić różnorodne punkty usługowe i warsztaty rzemieślnicze. Realizację tych koncepcji planowano zakończyć do 1966 roku, jednak plan wybudowania wieżowców nieopodal ratusza nie został zrealizowany z powodów finansowych. Bloki mieszkalne o spadzistych lub płaskich dachach wypełniły większość parceli Starego Miasta. Niektóre z nich odsunięto od dawnej linii zabudowy, zaburzając dawną strukturę urbanistyczną ulic. Wybudowano gmachy szkoły podstawowej przy ul. Grodzkiej i przedszkola przy Szewskiej, w kamienicy Loitzów umieszczono liceum plastyczne. Pomimo deklaracji zachowania starej siatki urbanistycznej zlikwidowano kilka ulic i zmieniono przebieg kilku innych. Poza budową nowego osiedla odrestaurowano nieliczne zachowane kamienice przy ul. Kuśnierskiej, Koński Kierat, Mariackiej, Łaziebnej i placu Orła Białego. Powojenne przekształcenia architektoniczne i urbanistyczne zmieniły diametralnie funkcje szczecińskiego Starego Miasta – z dzielnicy handlowo-usługowo-mieszkalnej nieodłącznie związanej z rzeką Odrą przekształciło się w typowe osiedle bloków mieszkalnych z podwórkami wypełnionymi zielenią.
Poza W. Furmańczykiem, W. Jarzynką i L. Kotowskim własny plan odbudowy Starego Miasta przygotował w 1953 r. zespół, którego współpracownikiem był Stanisław Latour. Najważniejsze różnice w stosunku do zrealizowanej koncepcji odbudowy to: zachowanie w dużej mierze historycznego przebiegu ulic, utrzymanie dawnych linii zabudowy, utrzymanie zabudowy wokół ulicy Świętego Jakuba i w kwartałach Podzamcza, wprowadzenie alei spacerowej na miejscu dzisiejszej Trasy Zamkowej. 
Najbardziej wartościowe zabytki na Starym Mieście to katedra św. Jakuba, Zamek Książąt Pomorskich, Stary Ratusz, Baszta Siedmiu Płaszczy, czy Kamienica Loitzów. Współczesne Stare Miasto charakteryzuje się także licznymi skwerami i zieleńcami.

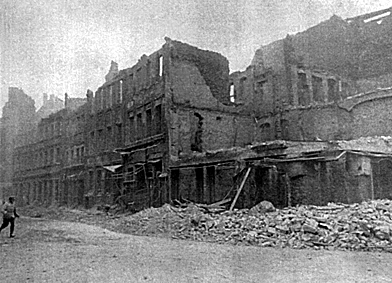
Ulica Tkacka po bombardowaniach alianckich, 1944 r.
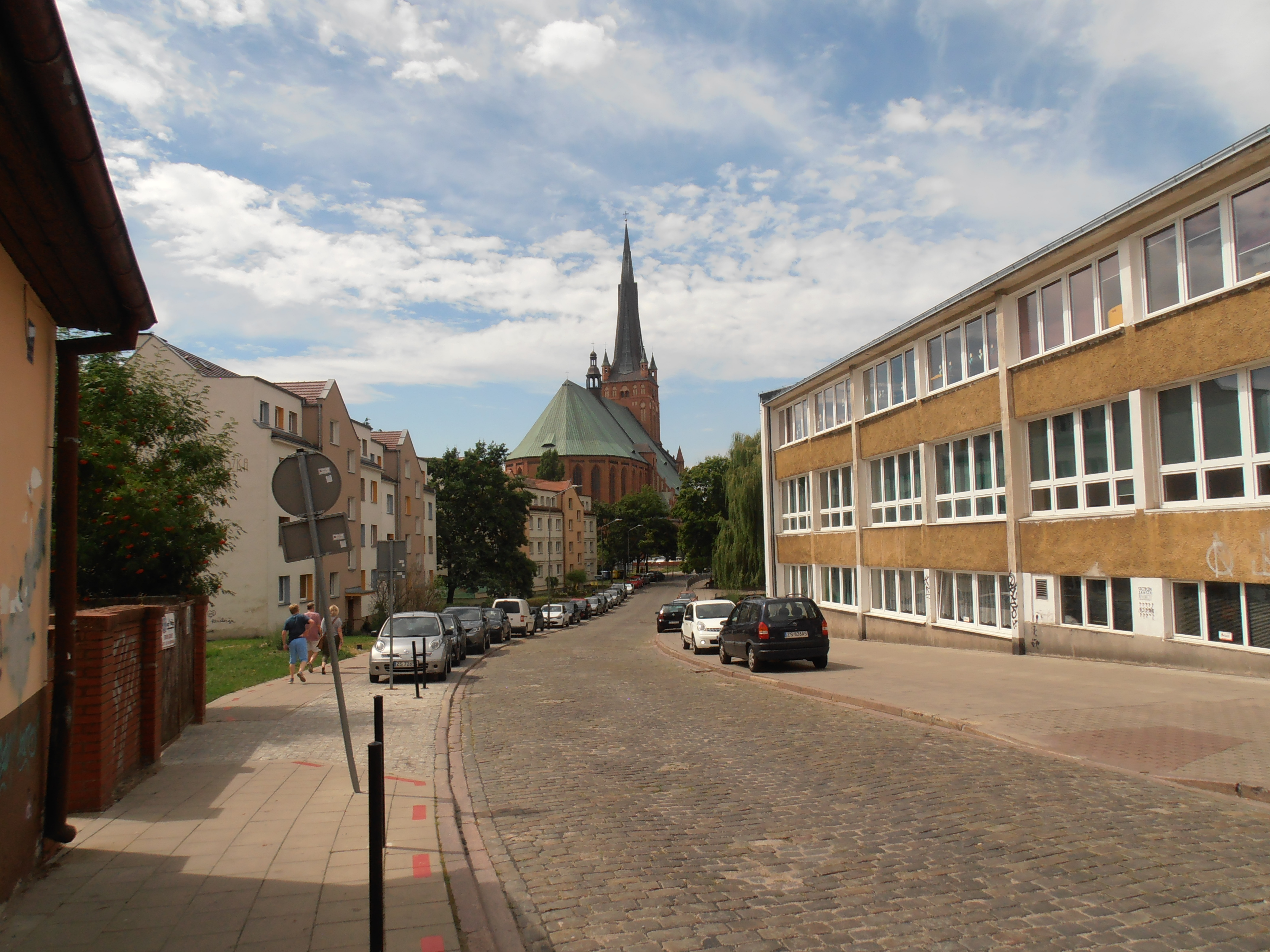
Ulica Grodzka, 2018 r.
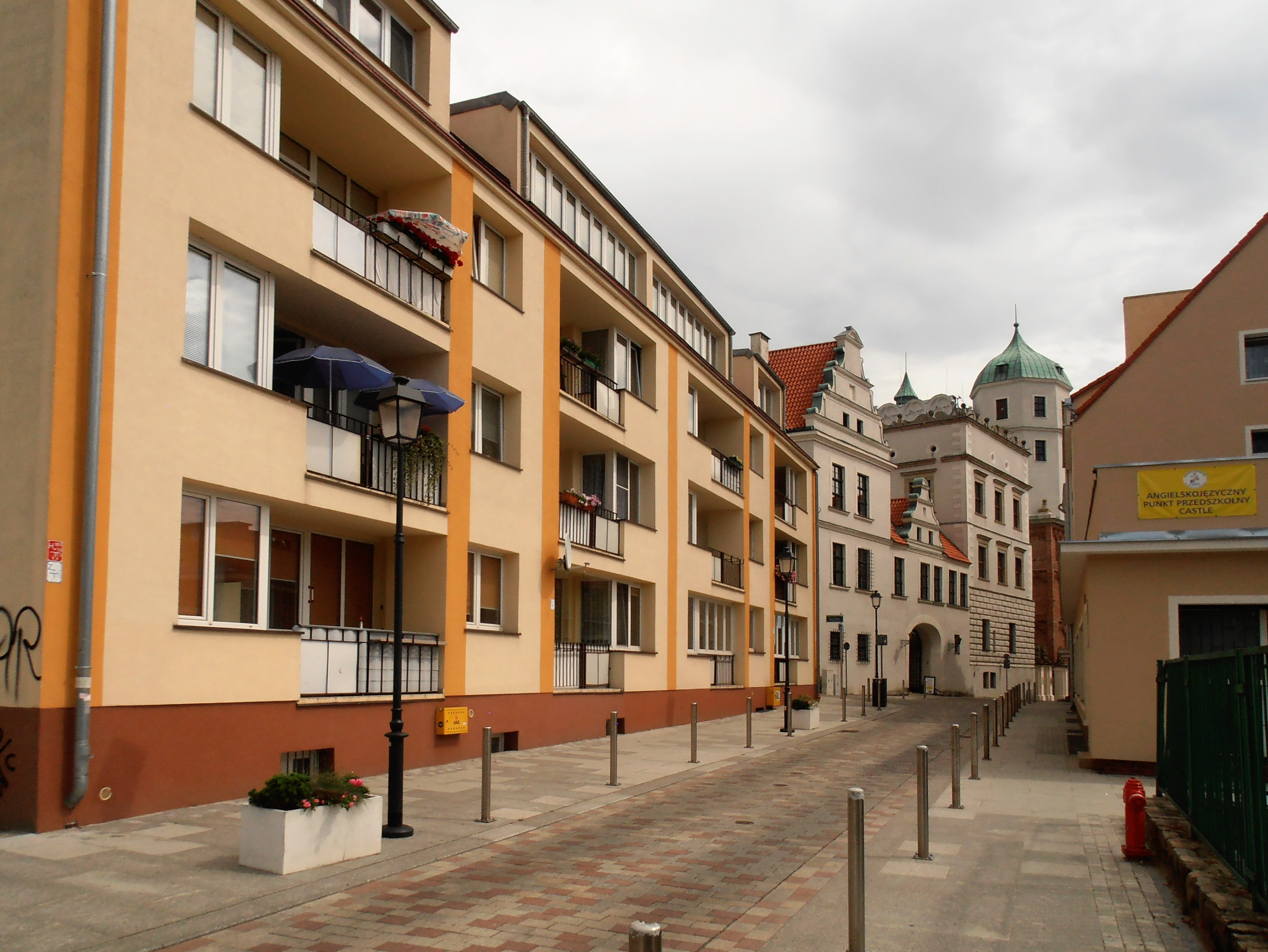
Ulica Kuśnierska, 2018 r.
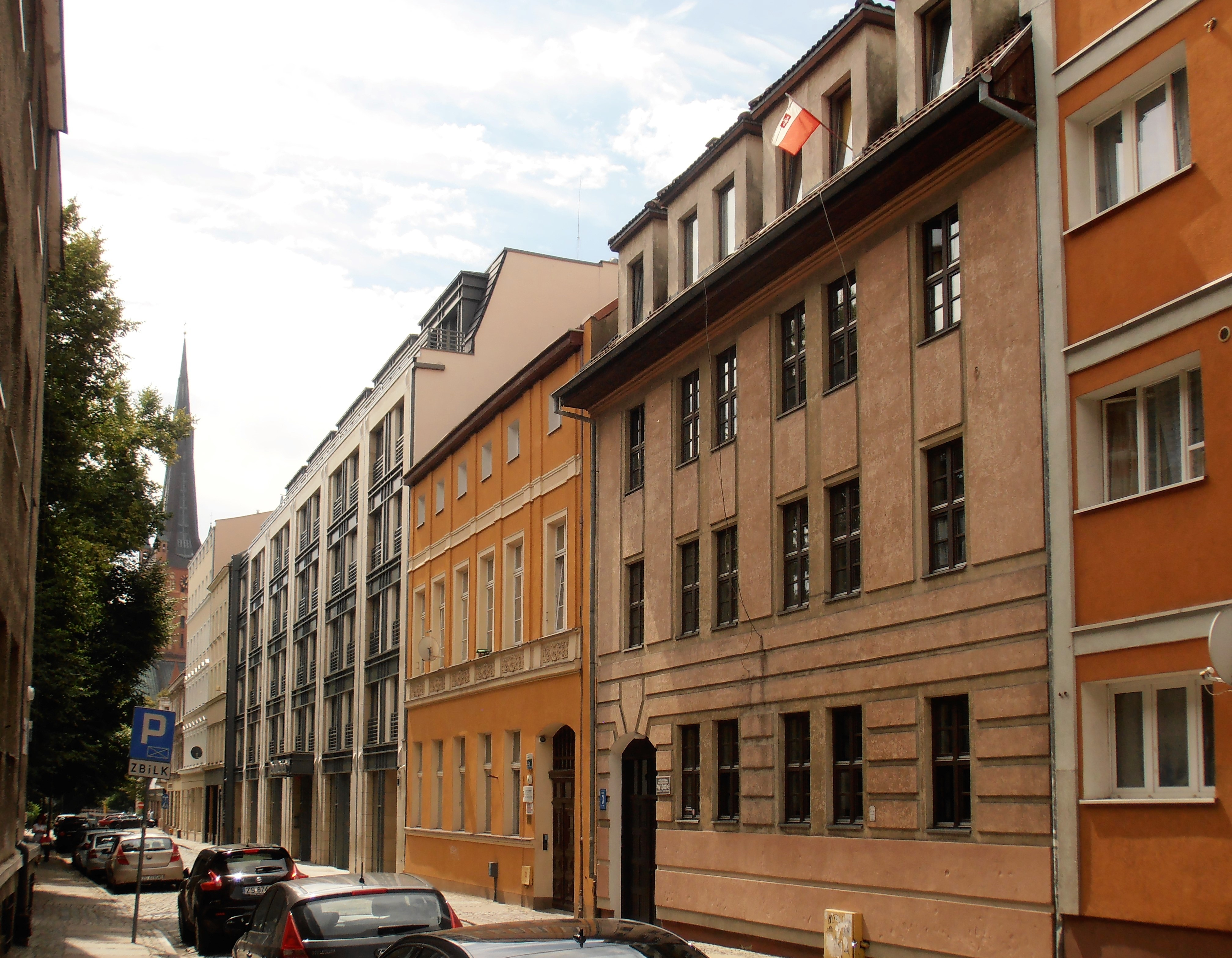
Ulica Mariacka, 2018 r.
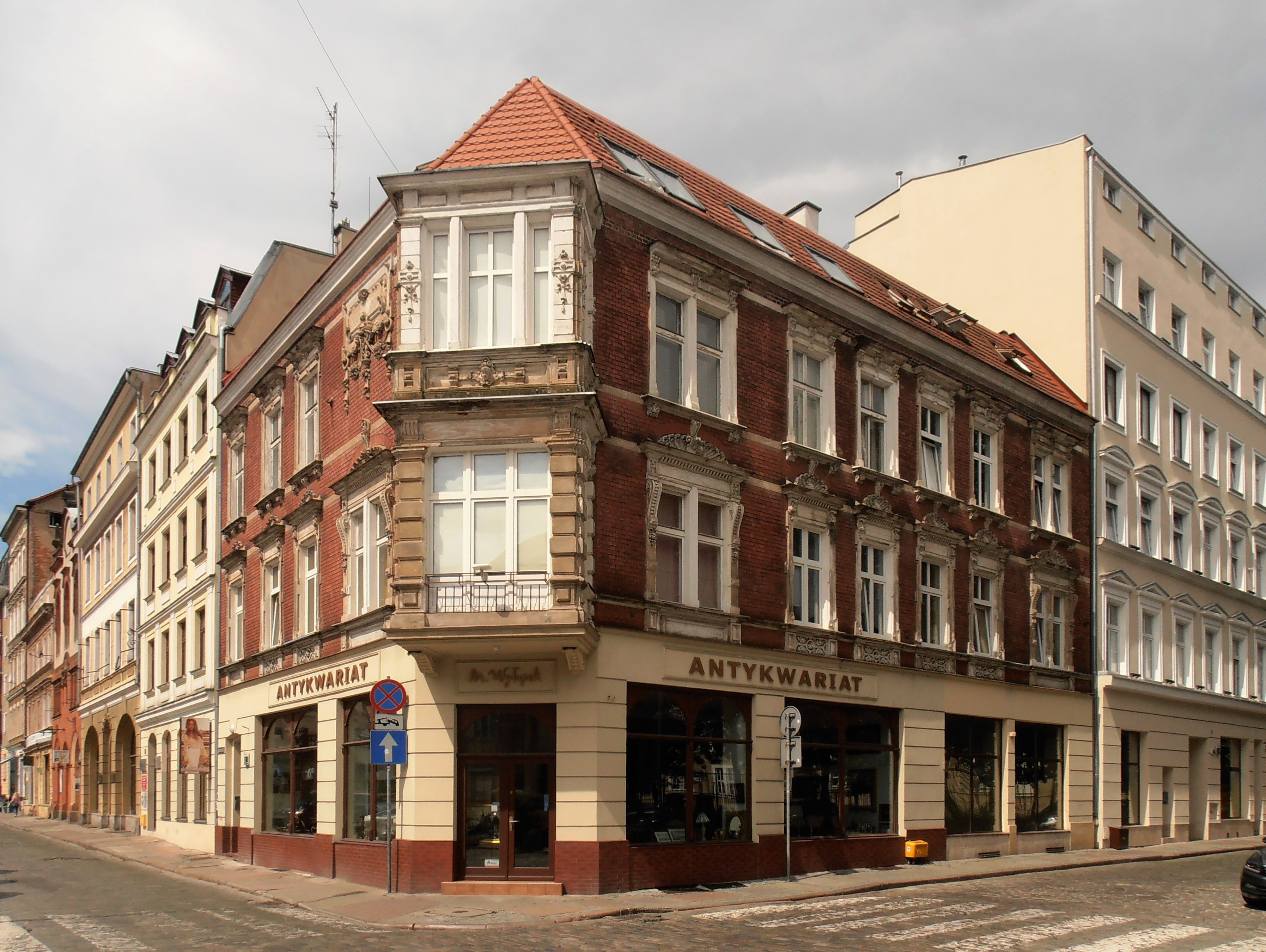
Kamienica nr 12 przy ul. Koński Kierat na narożniku z ul. Mariacką.

## Odbudowa Starego Miasta

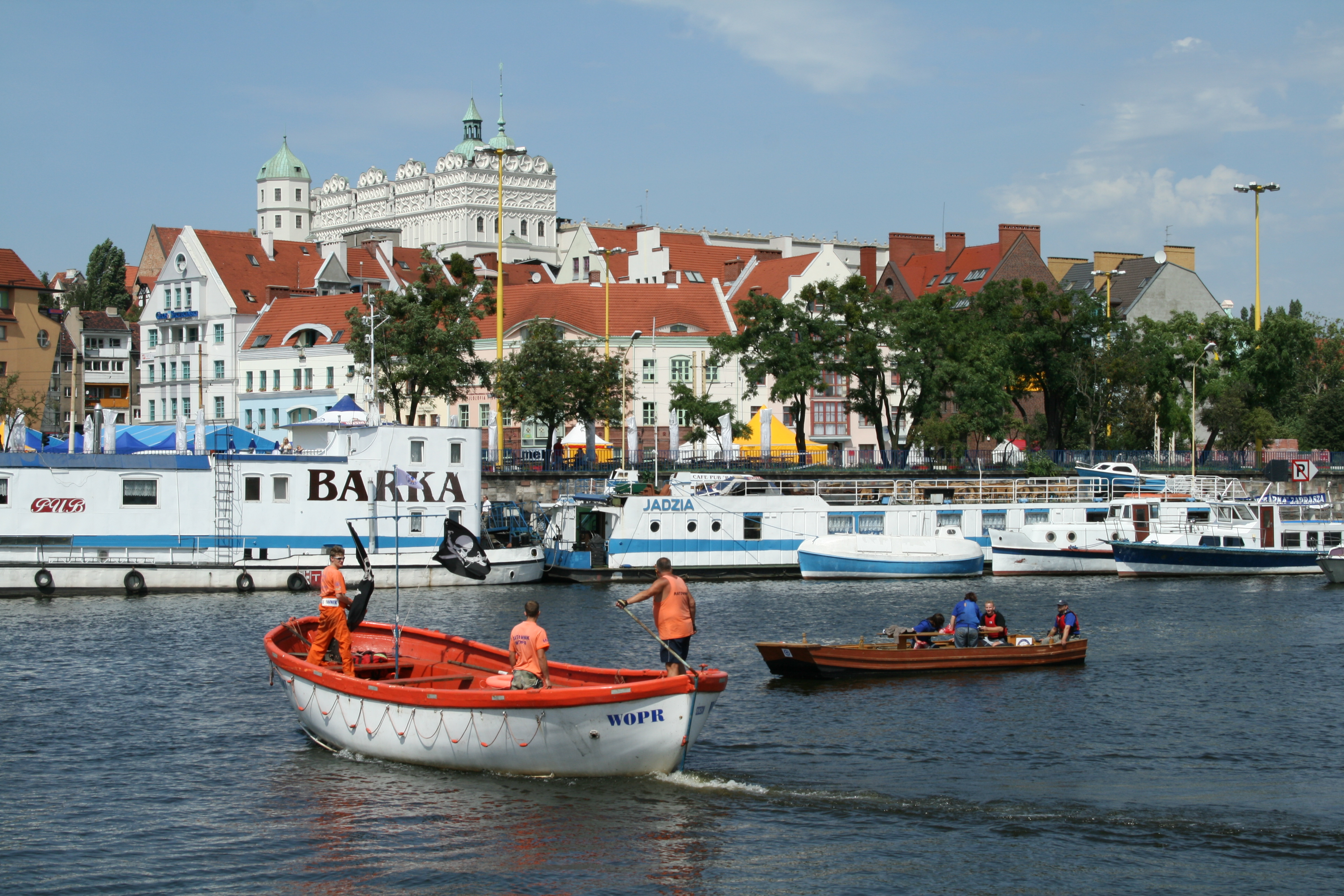
Stare Miasto, widok z Odry

W latach 80. XX wieku ogłoszony został konkurs na zagospodarowanie dolnej części Starego Miasta – Podzamcza. Ponieważ żaden z architektów nie zdobył 1 miejsca, zdecydowano się na realizację projektu, który zajął 2 miejsce. Jego autorem był prof. Politechniki Szczecińskiej Stanisław Latour. Powołana została spółdzielnia „Podzamcze”, która miała się zająć zrealizowaniem inwestycji. Jednak napotkano problemy związane z błędami w dokumentacji, a potem z transformacją ustrojową. Ostatecznie w 1994 r. rozpoczęto proces ponownej zabudowy Podzamcza (rejon dolnego Starego Miasta u podnóża Zamku, przy Odrze) – na ogół w nowoczesnym stylu, bez odtwarzania historycznego wyglądu kamienic. Zdecydowano się jednak zachować historyczną siatkę ulic oraz podział parcelacyjny zabudowań. Inwestycję zainicjowała nieistniejąca już spółdzielnia „Podzamcze”; pierwszą kamienicę ukończono w 1996 r. Niektóre budynki wzniesiono według planów odmiennych do tych z koncepcji konkursowej (np. kamienice przy Rynku Siennym 2 i 3). Część wyglądu sprzed 1939 roku odzyskał Rynek Sienny. Brakuje jednej pierzei, którą zajmują budynki z okresu PRL.
W 2001 r. spółdzielnia „Podzamcze” upadła, a należące do niej nieruchomości zostały rozdzielone między wierzycieli. Obecnie teren Podzamcza ma wielu właścicieli – niektóre tereny zostały zagospodarowane, niektóre wciąż oczekują na nową zabudowę. 

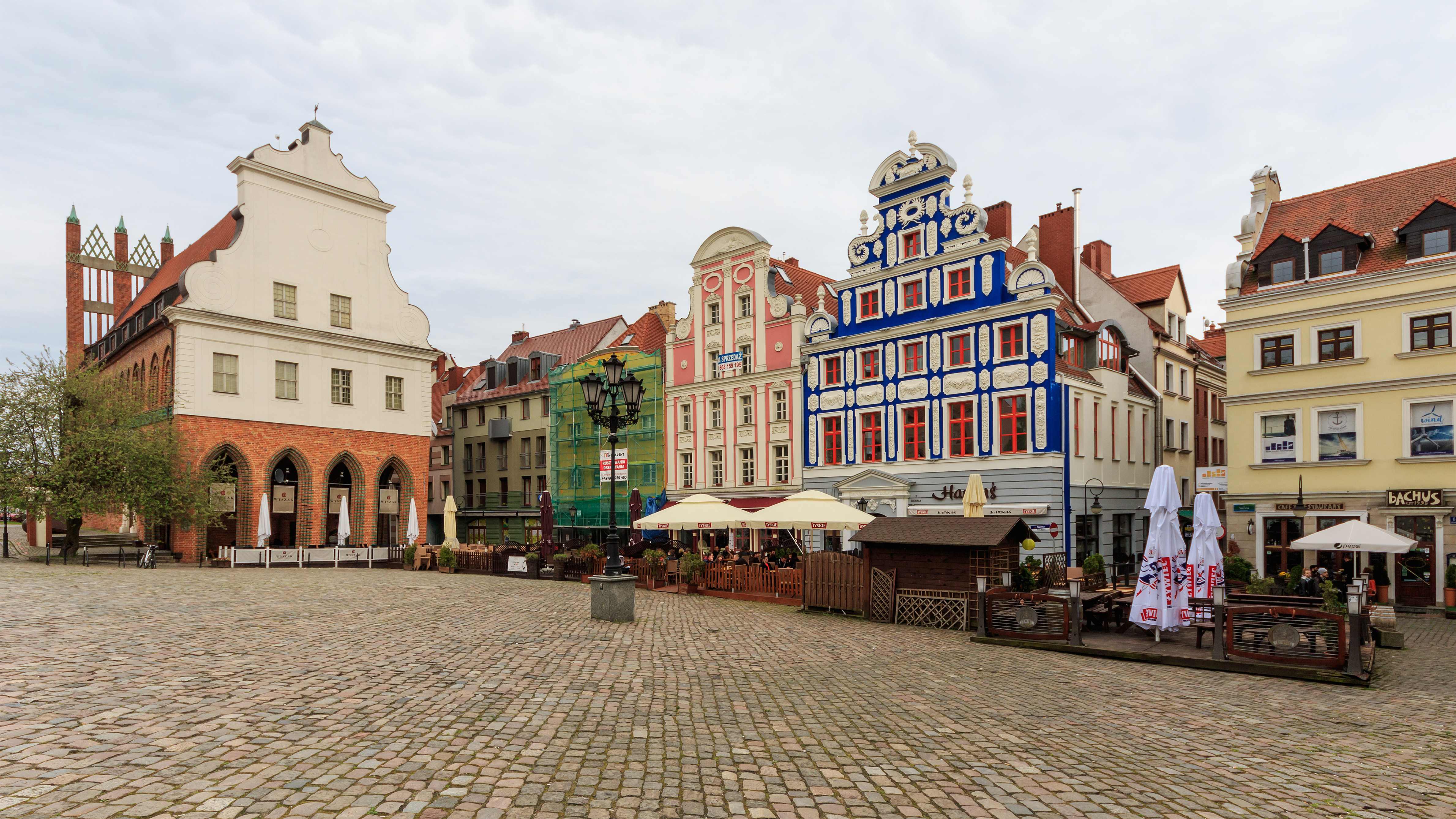
Kamienice z lat 90. XX wieku przy Rynku Siennym
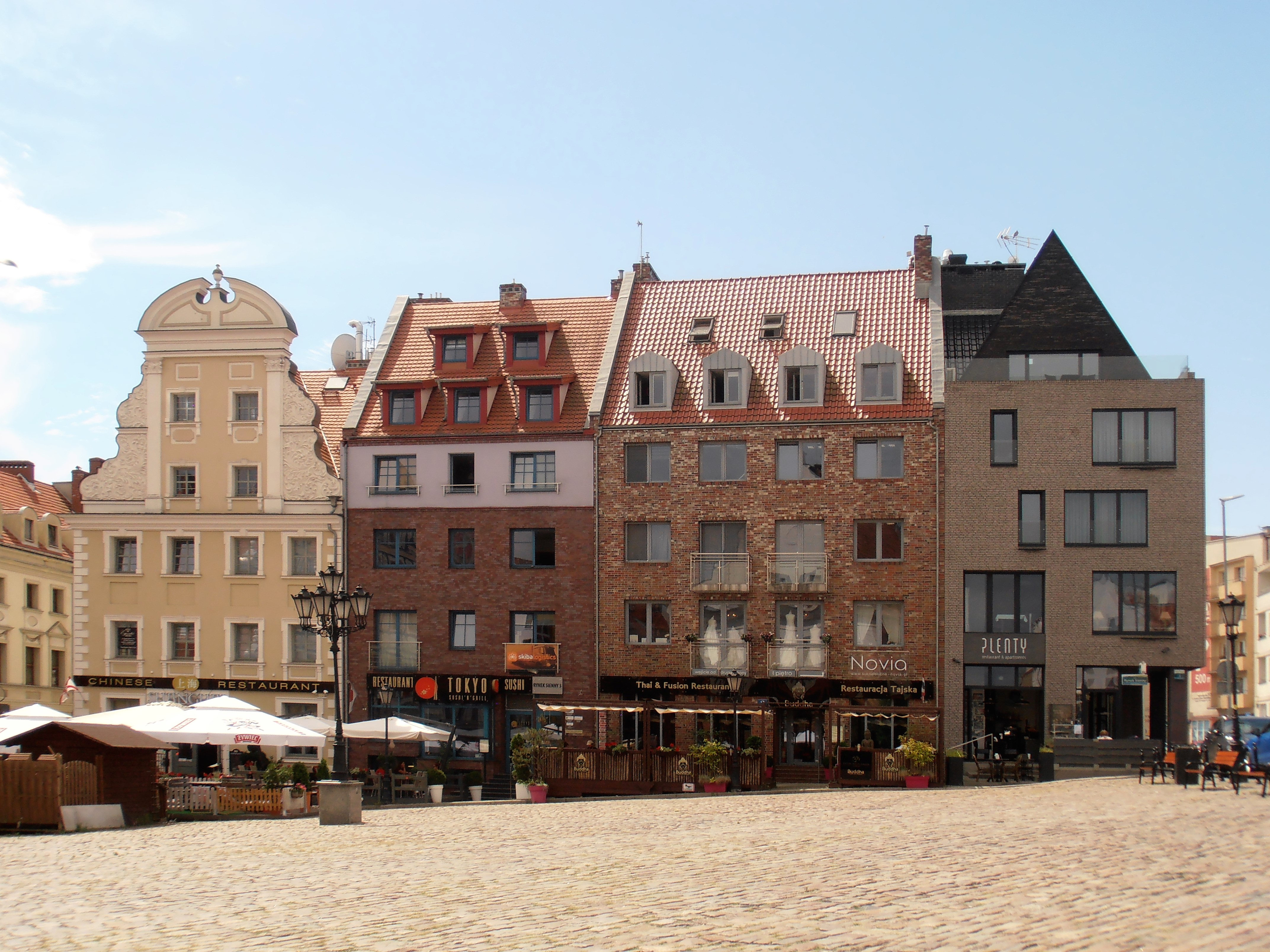
Kamienice z pierwszego i drugiego dziesięciolecia XXI w. przy Rynku Siennym
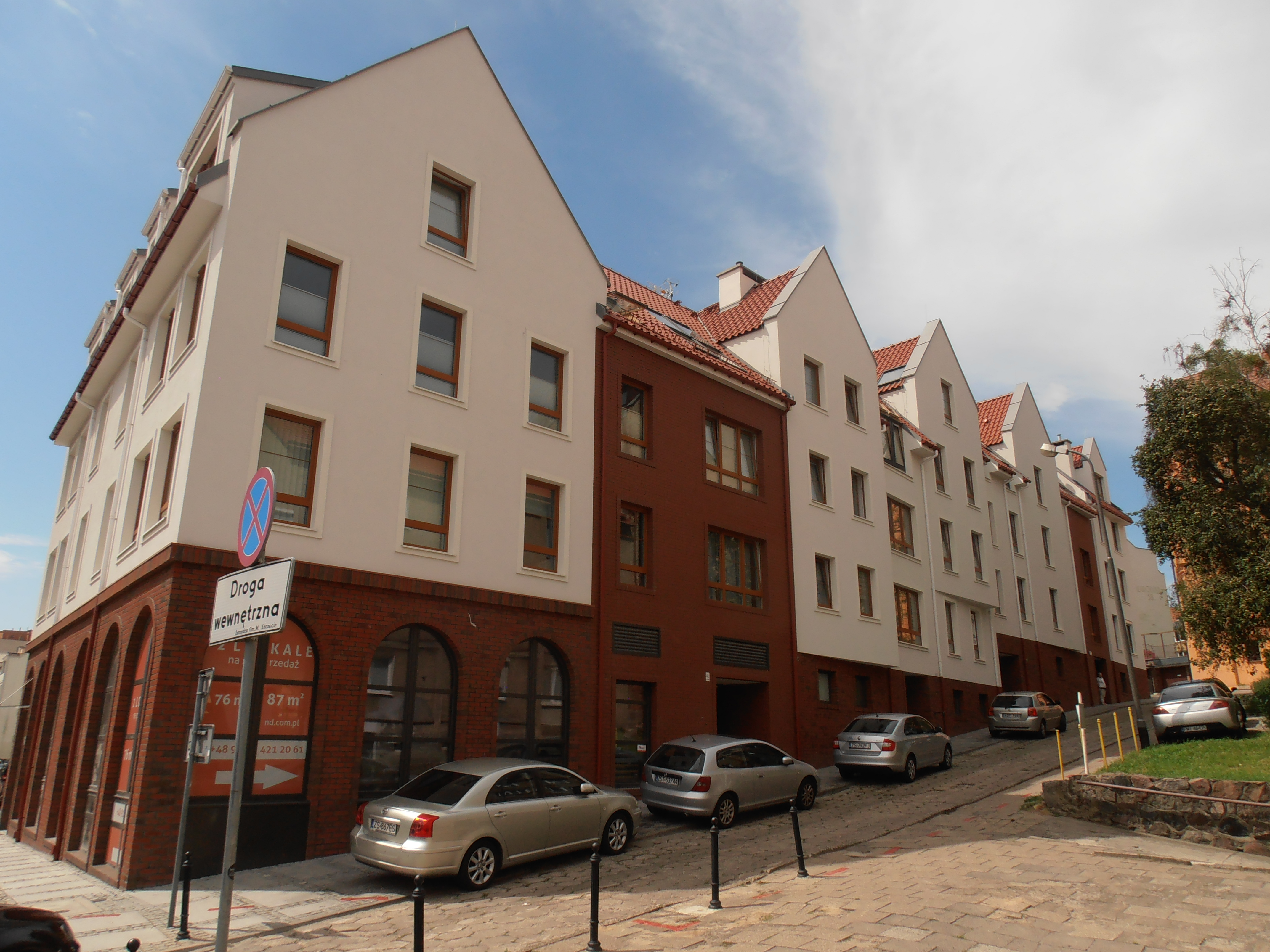
Kamienica z 2017 r. przy ul. Kurkowej
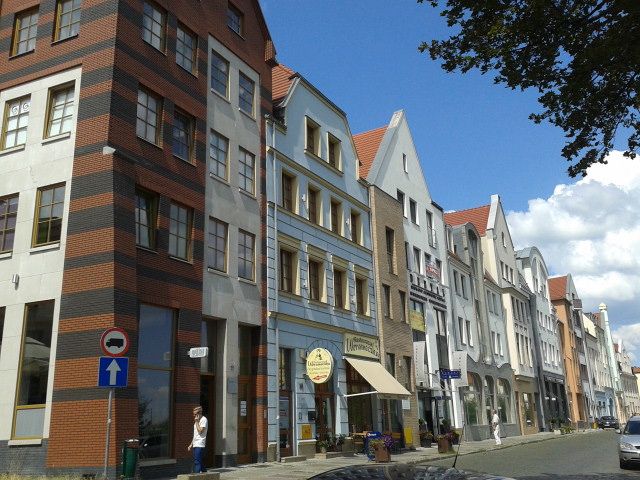
Kamienice przy ul. Panieńskiej

## Zabytki

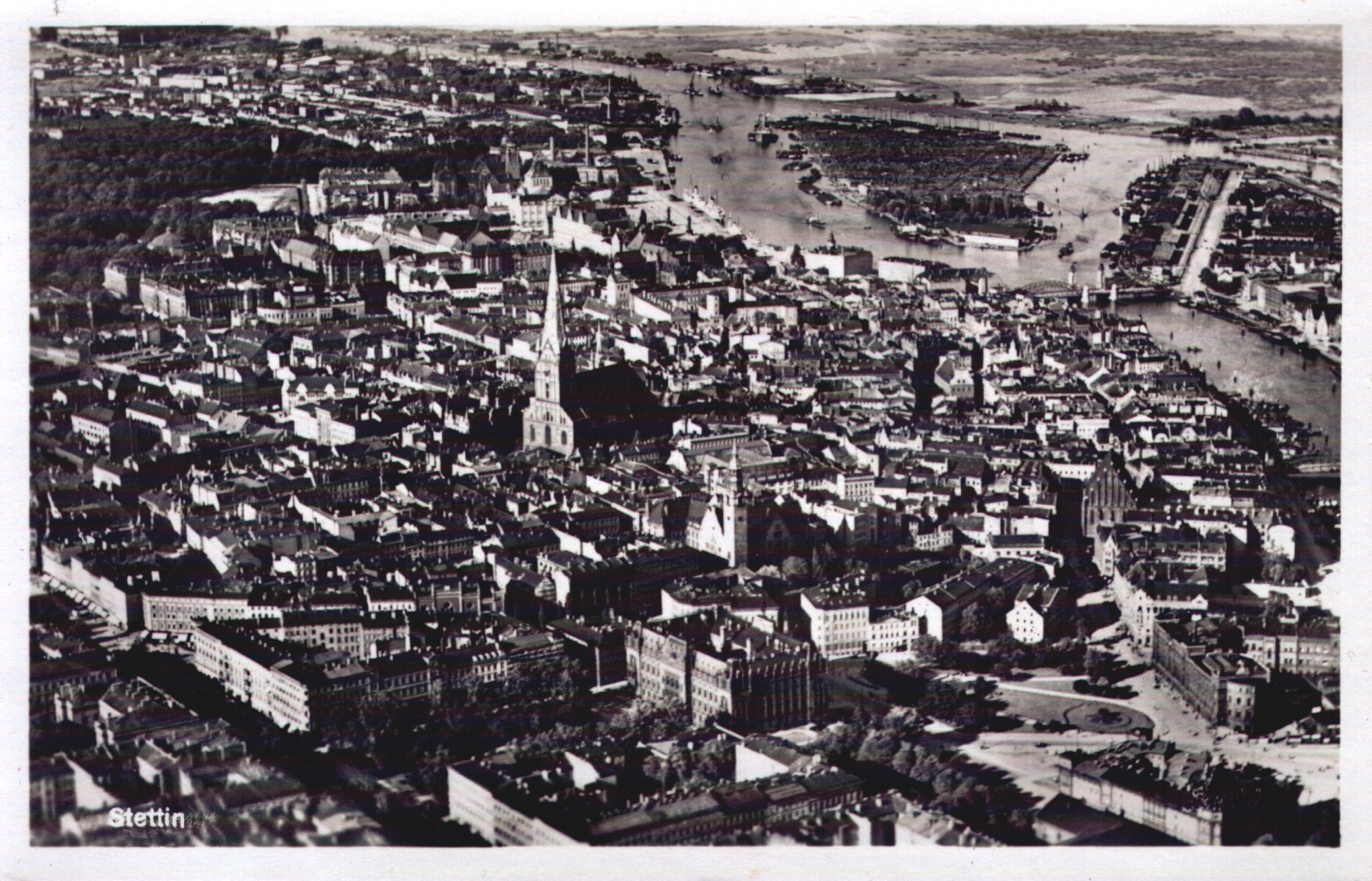
Zdjęcie lotnicze przedwojennego Starego Miasta

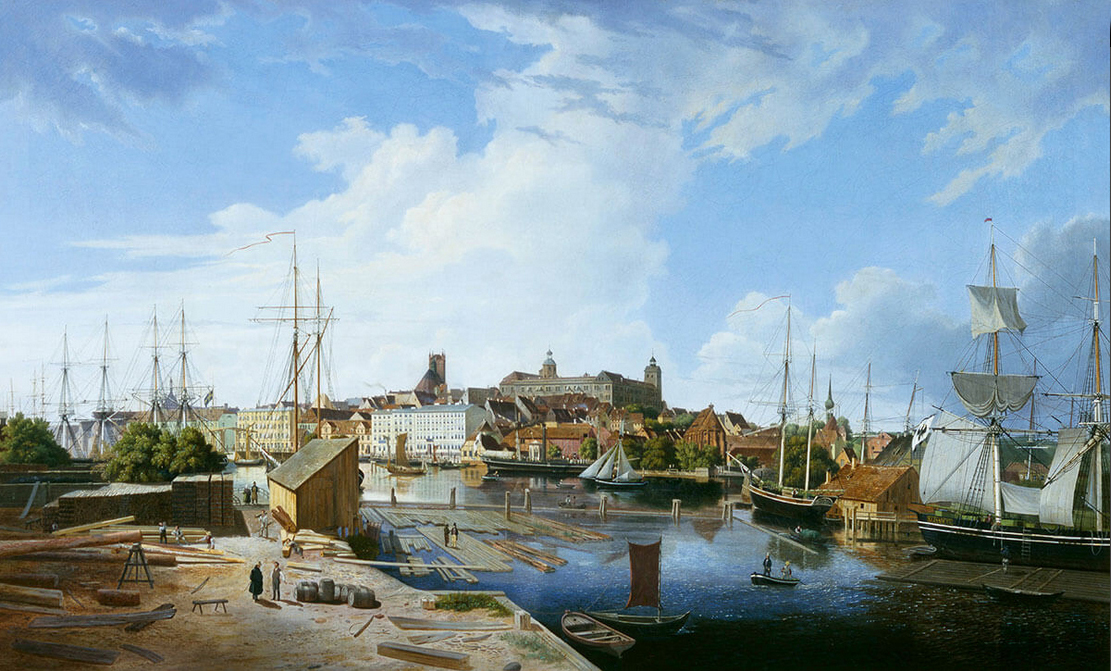
Ludwig Eduard Lütke Widok z Łasztowni na Zamek i Stare Miasto, 1836. Muzeum Narodowe w Szczecinie.

Na Starym Mieście znajduje się wiele zabytków, przez które prowadzi Miejski Szlak Turystyczny. Zabytki, które przetrwały wojnę, to mała część tego, co na szczecińskim Starym Mieście znajdowało się przed II wojną światową. Bombardowania z lat 40. XX w. zniszczyły niemal 90% zabytkowej dzielnicy.
- Zamek Książąt Pomorskich (1346 r.)
- Ratusz Staromiejski (XV w., przebudowany XVII w.)
- Fontanna z orłem (1732 r.)
- Gmach Muzeum Narodowego (XVIII w.)
- Gmach Poczty nr 2 (1872–1914 r.)
- Zachodniopomorski Urząd Wojewódzki (1906–1911)
- Muzeum Narodowe (Oddział Morski) i Teatr Współczesny (1913 r.)
- Pomnik Adama Mickiewicza w Parku im. S. Żeromskiego

### Obiekty obronne
- Baszta Panieńska (Siedmiu Płaszczy) (XIV w.)
- Brama Królewska (1727 r.)
- Fragment obwarowań miejskich

### Obiekty sakralne
- Kościół św. Jana Ewangelisty (XIV w.)
- Kościół pw. św. Piotra i Pawła (XIV w./XV w.)
- Bazylika Archikatedralna św. Jakuba (XIV w./XV w.)

### Pałace
- Pałac Pod Globusem (1726 r.)
- Pałac Sejmu Stanów Pomorskich (1727 r.)
- Pałac klasycystyczny (1778 r.)
- Budynek Akademii Morskiej (1902–1921)

### Kamienice
- Kamienica Loitzów (1547 r.)
- Kamienica przy ul. Kuśnierskiej 12

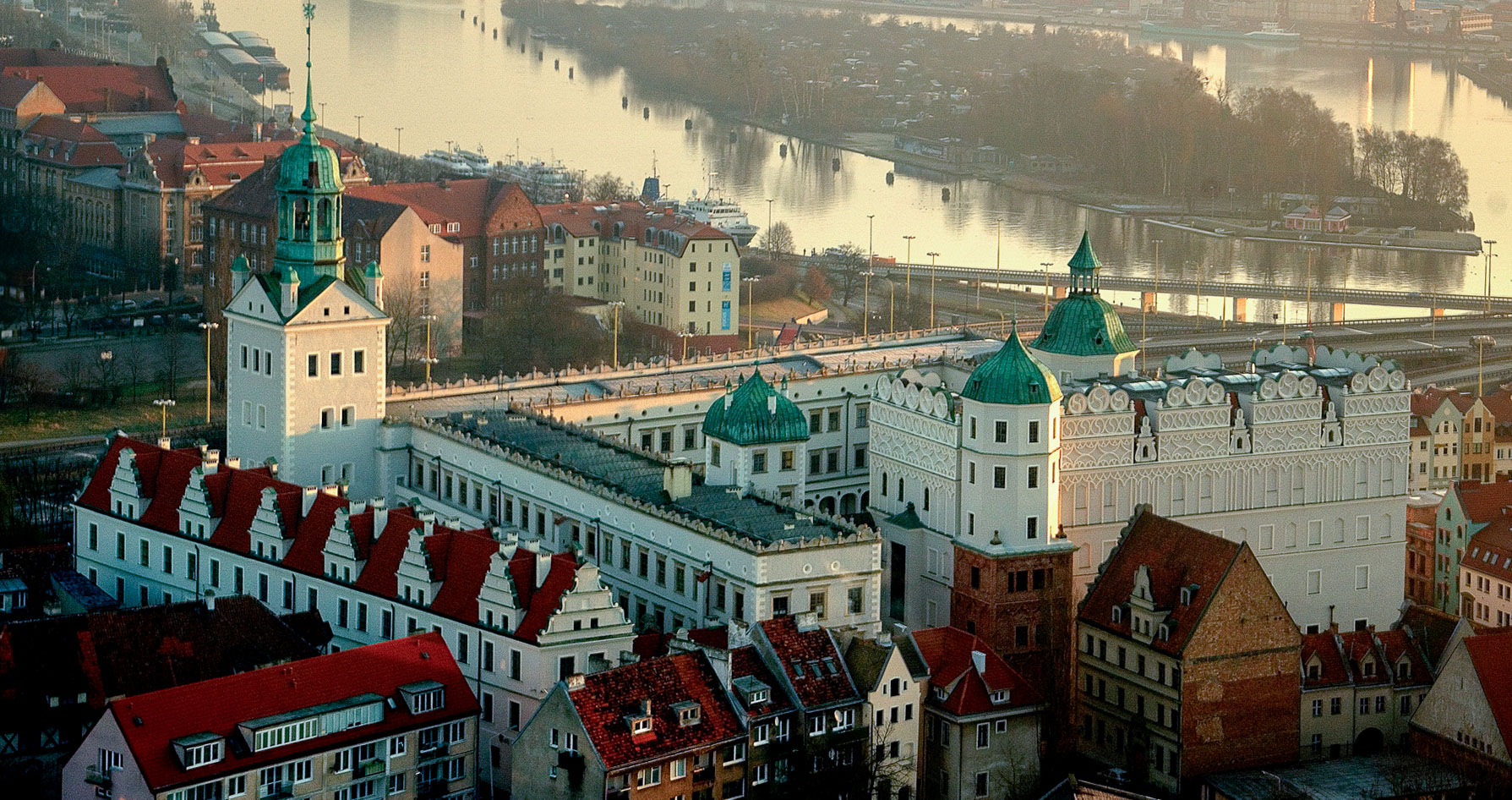
Zamek Książąt Pomorskich
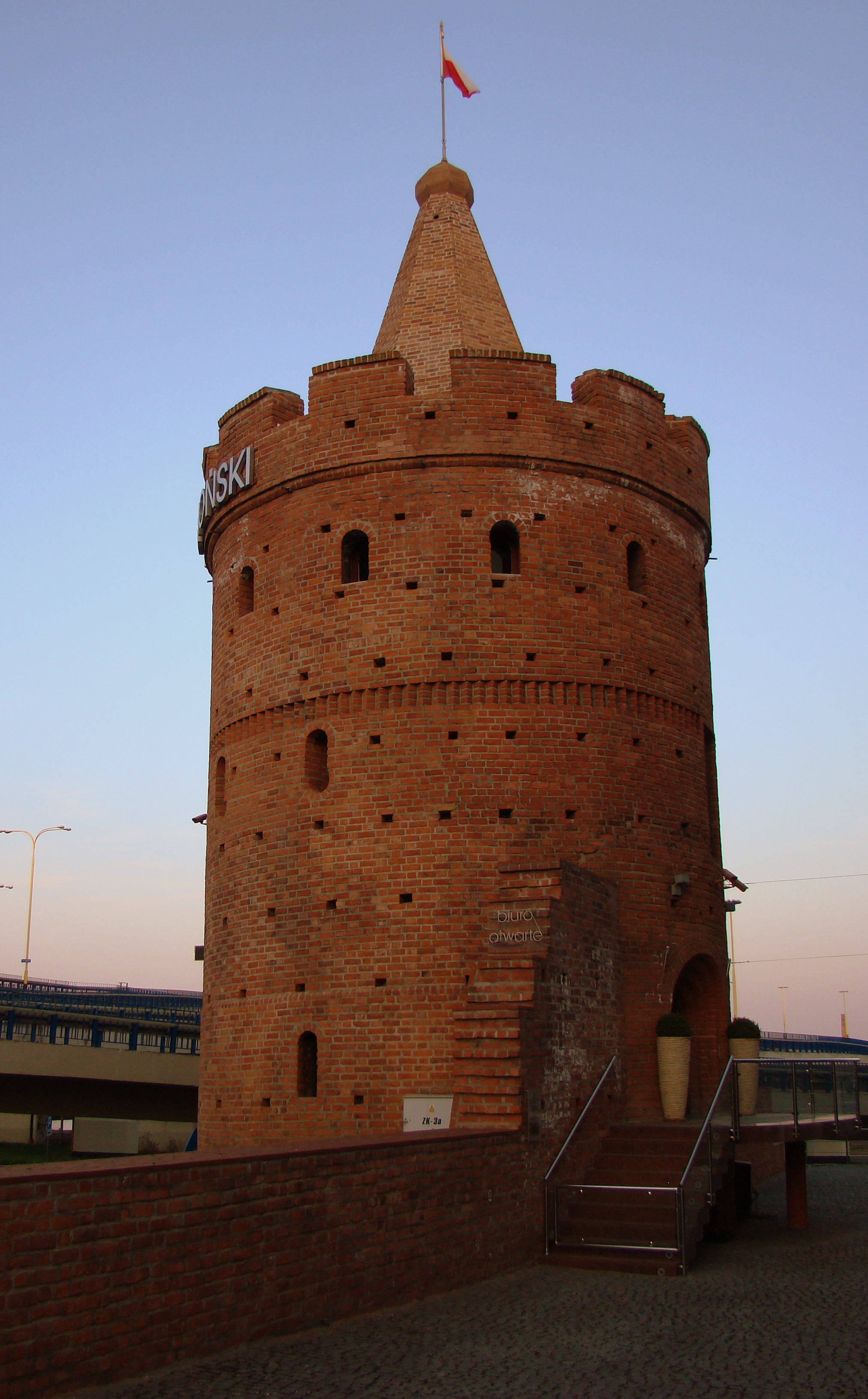
Baszta Panieńska
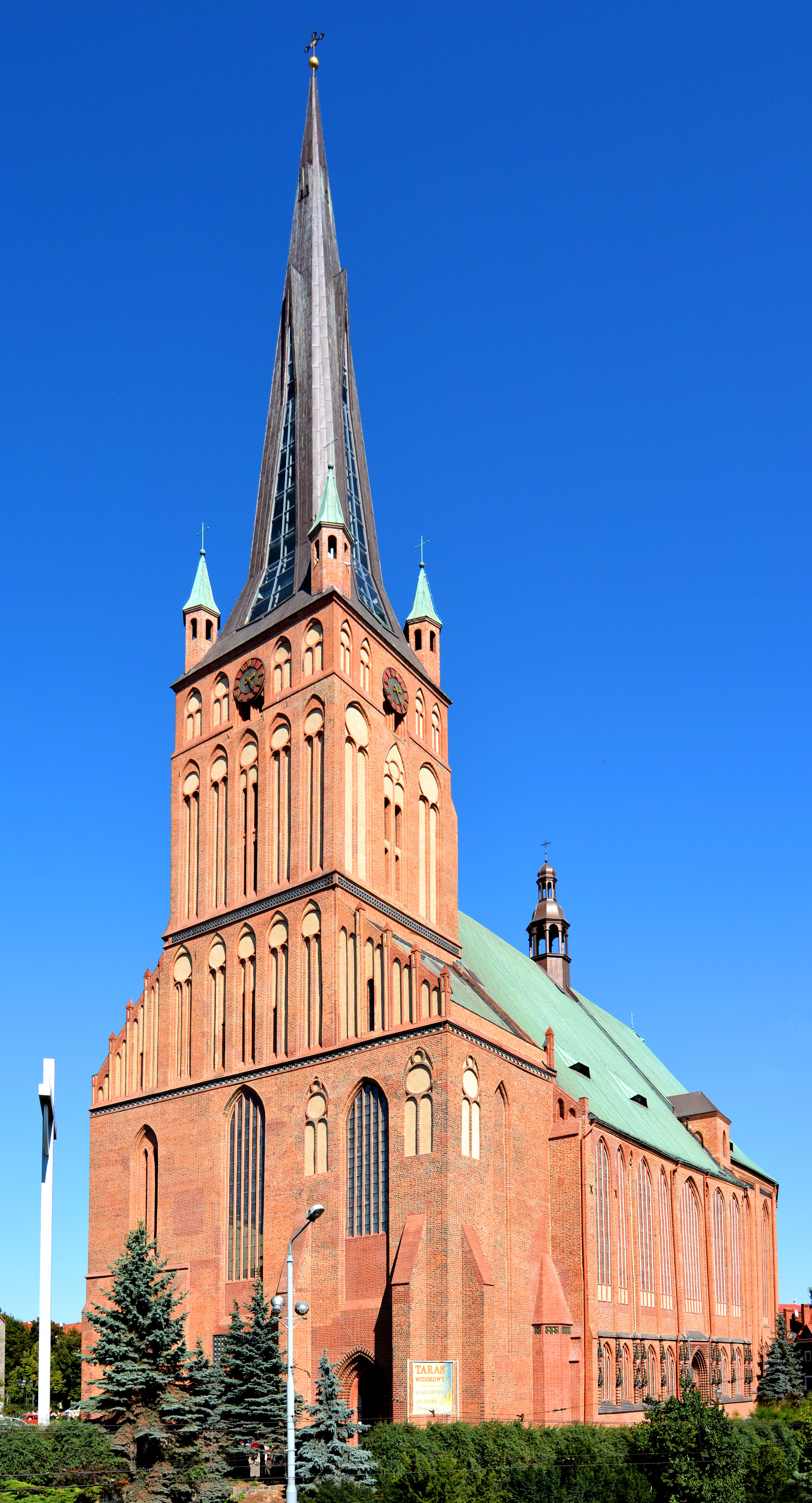
Bazylika archikatedralna św. Jakuba
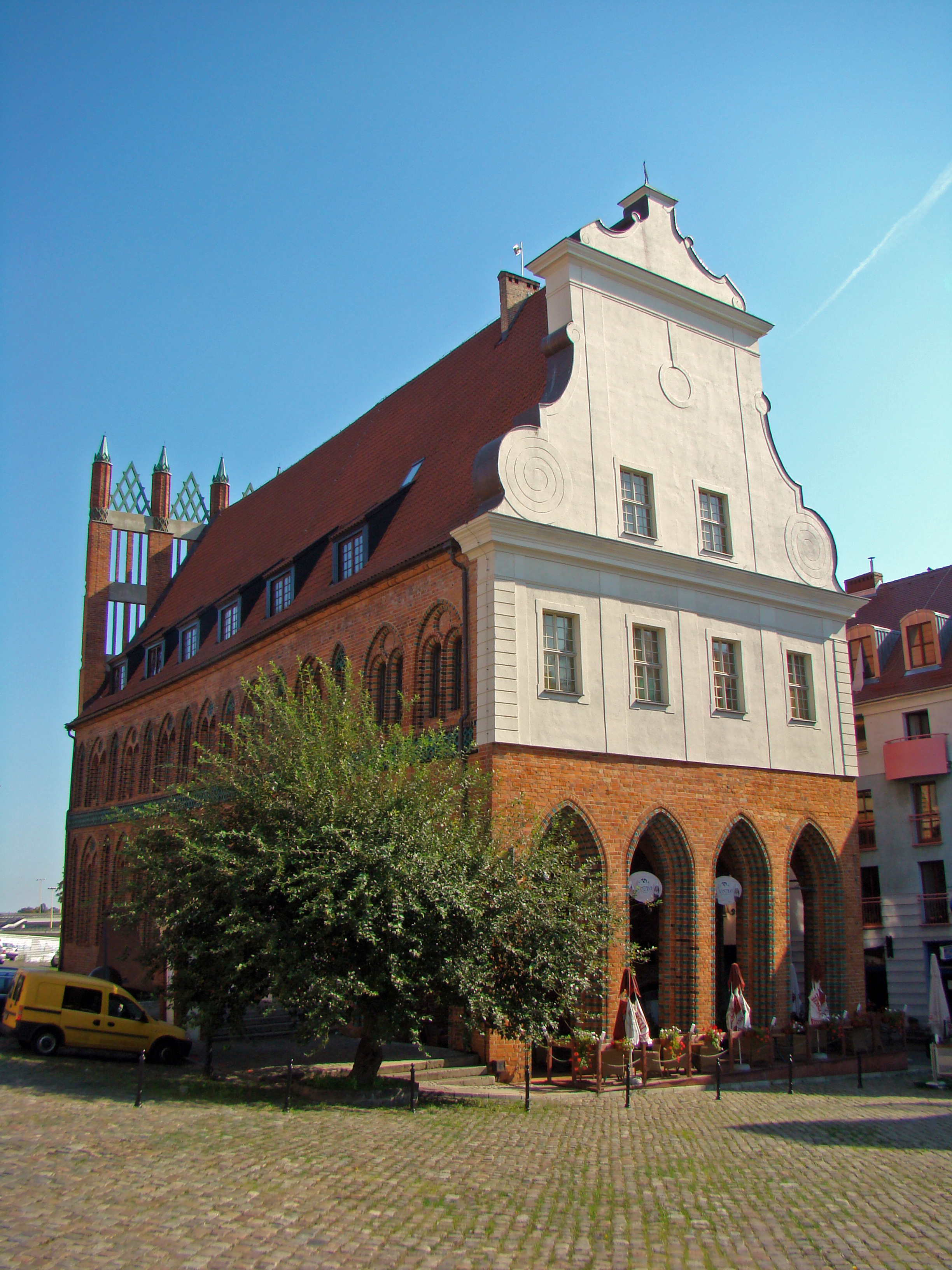
Ratusz Staromiejski
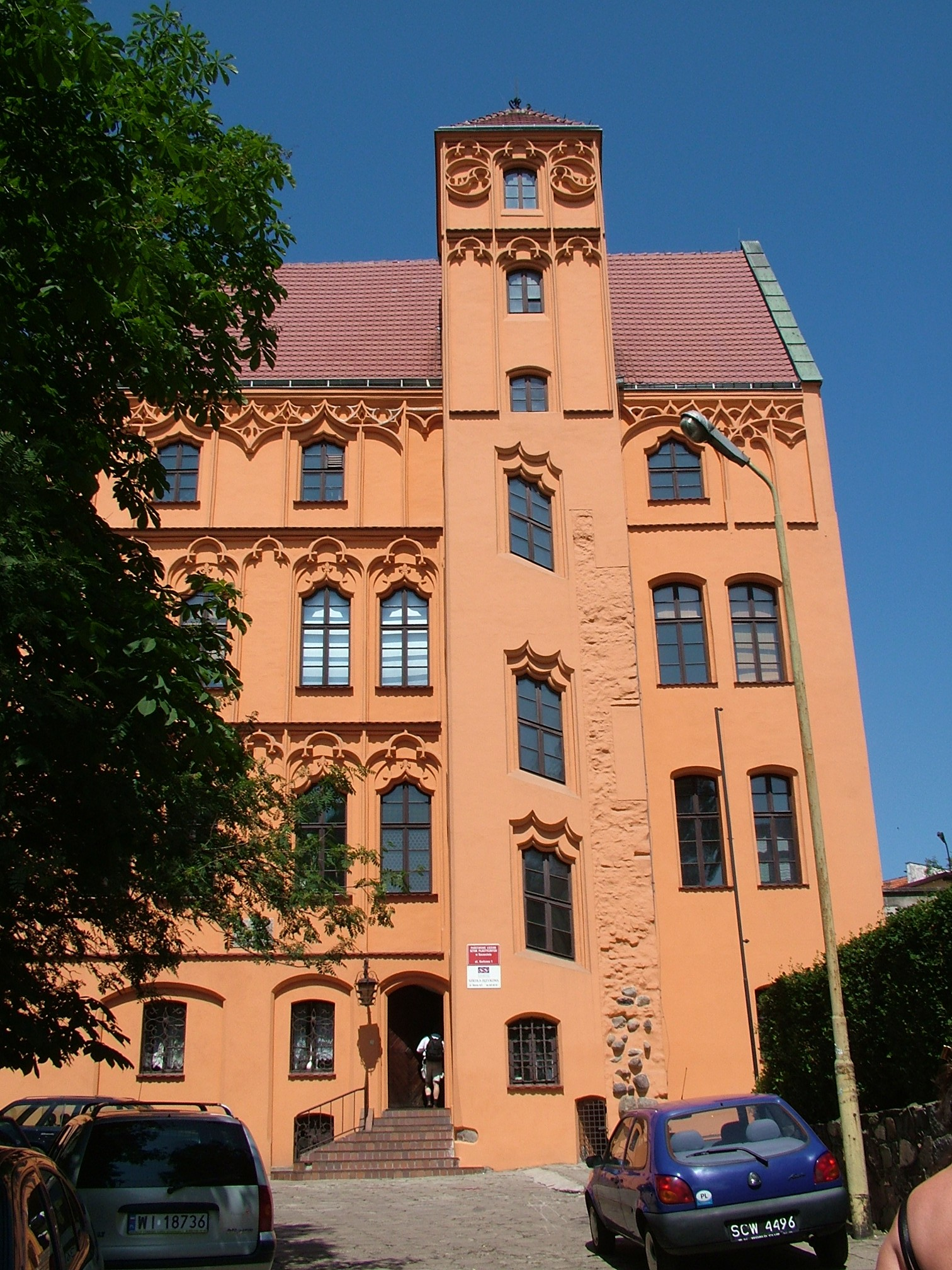
Kamienica Loitzów
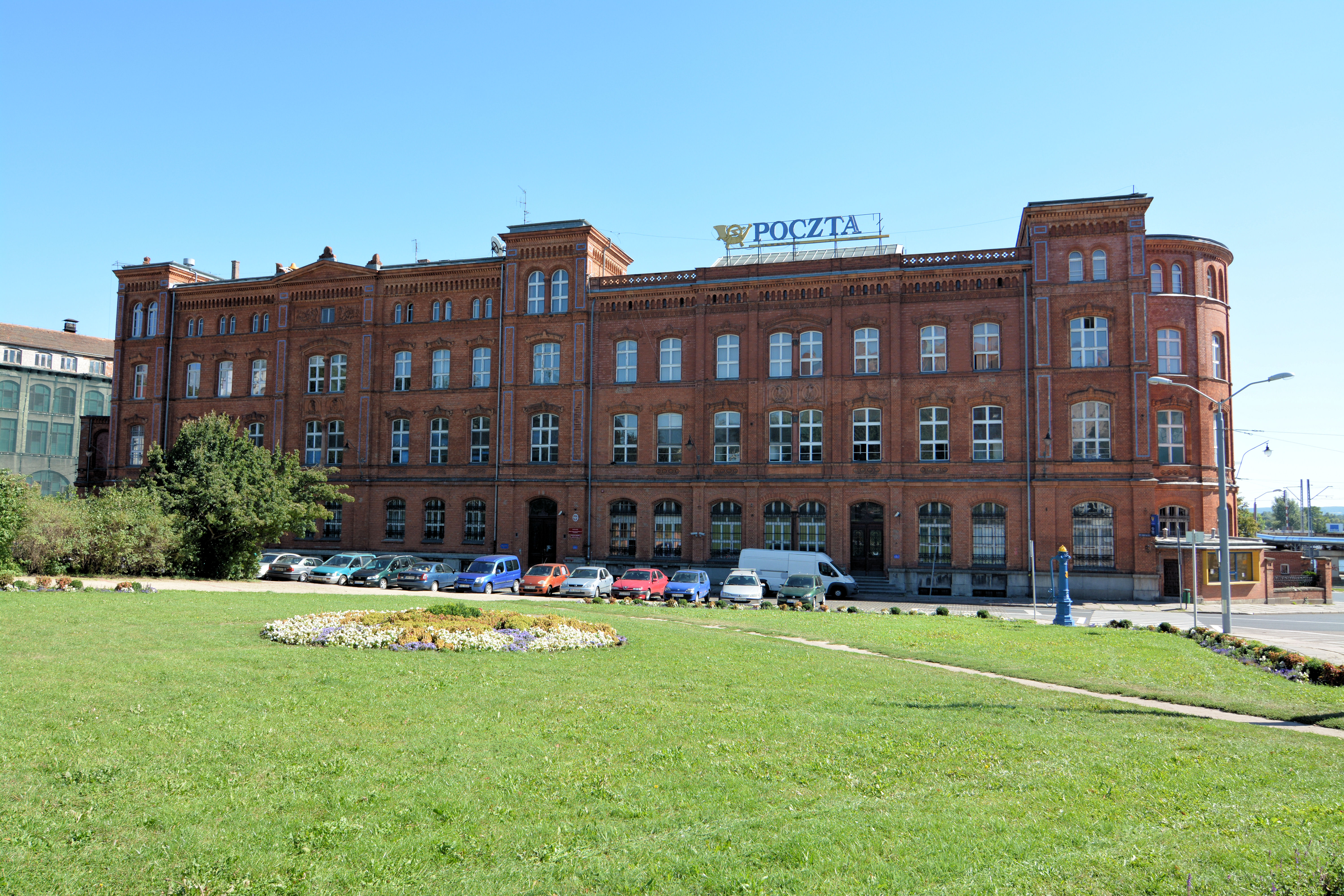
Gmach urzędu pocztowego nr 2
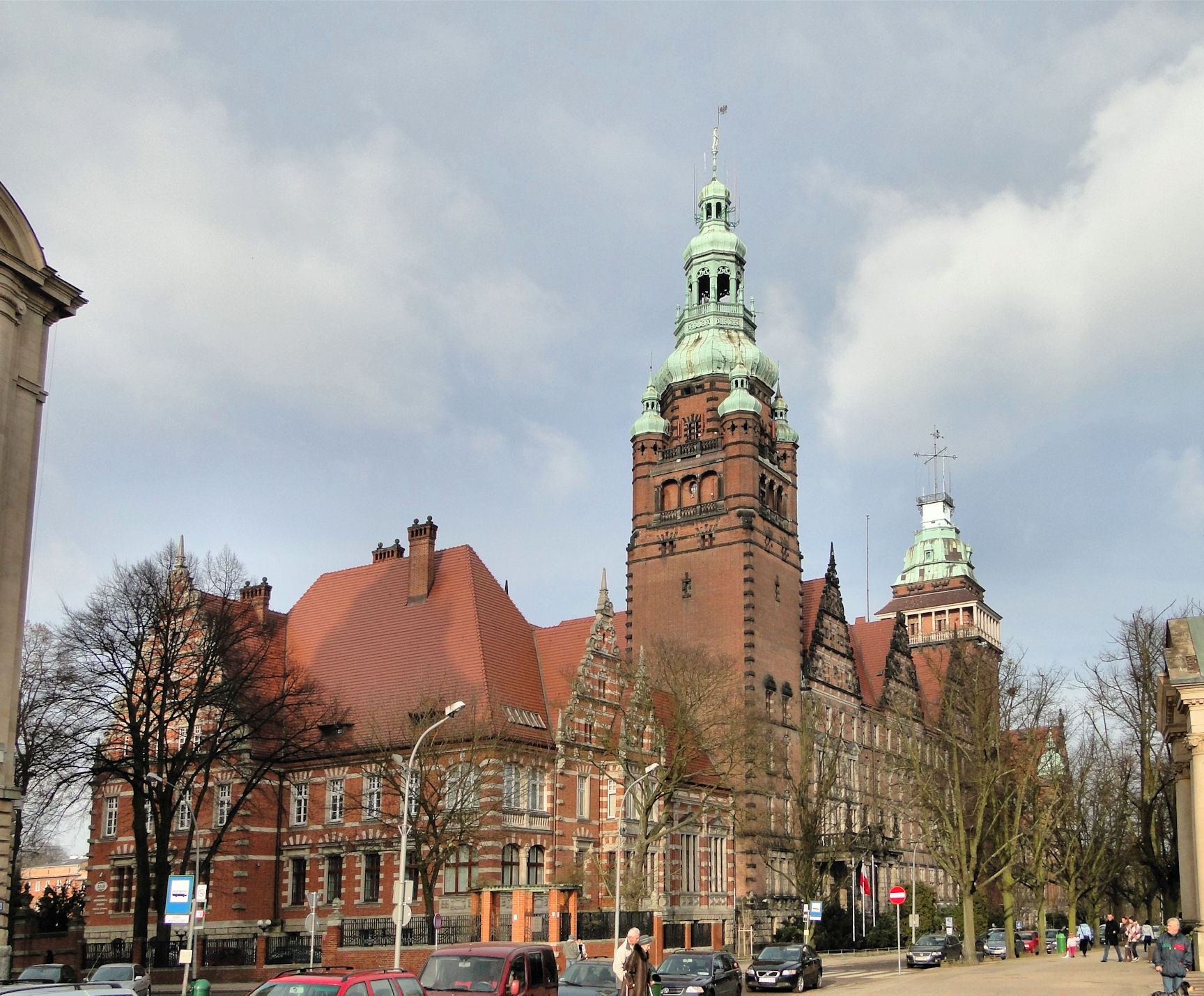
Gmach Urzędu Wojewódzkiego
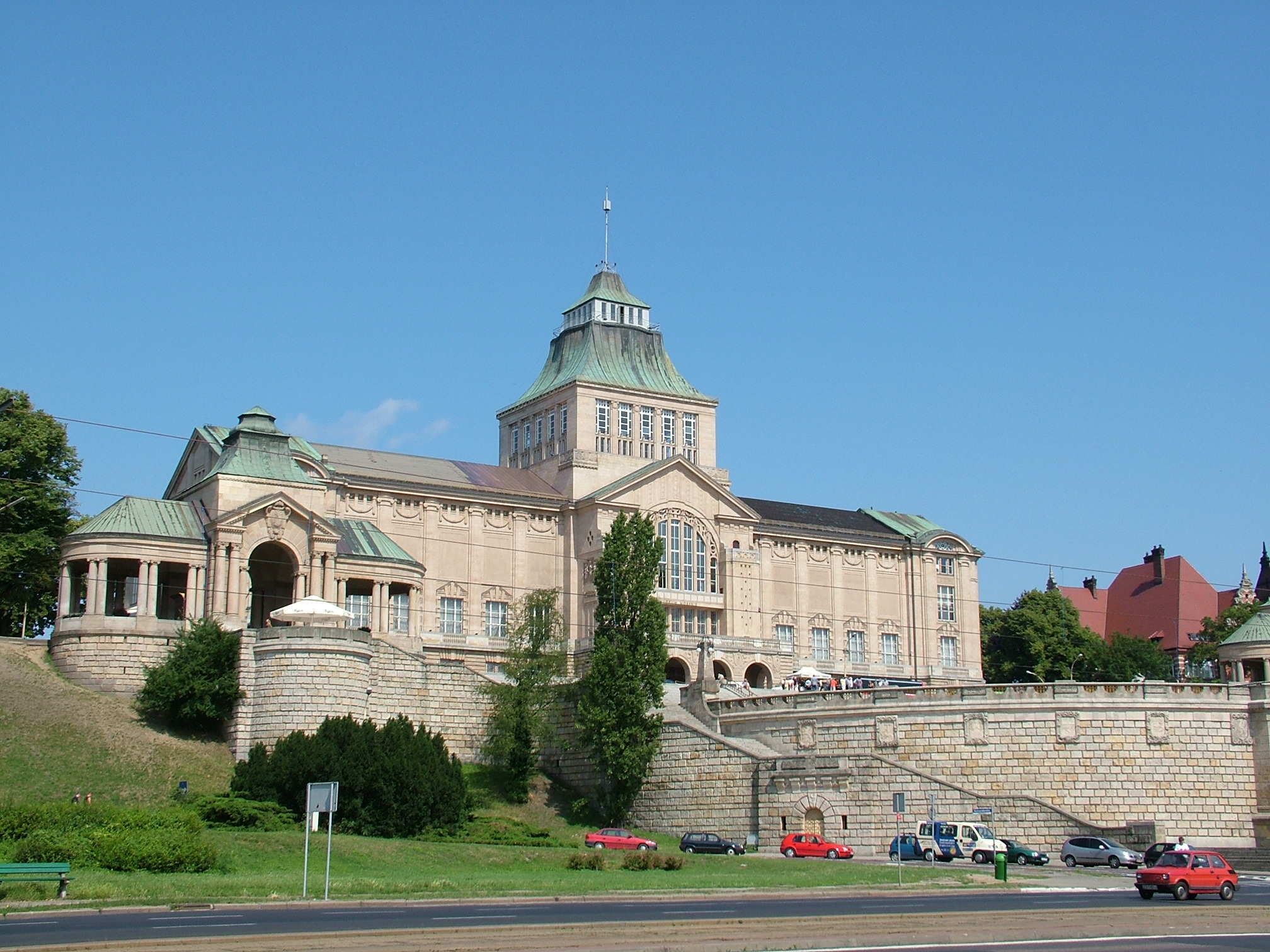
Gmach Muzeum Narodowego
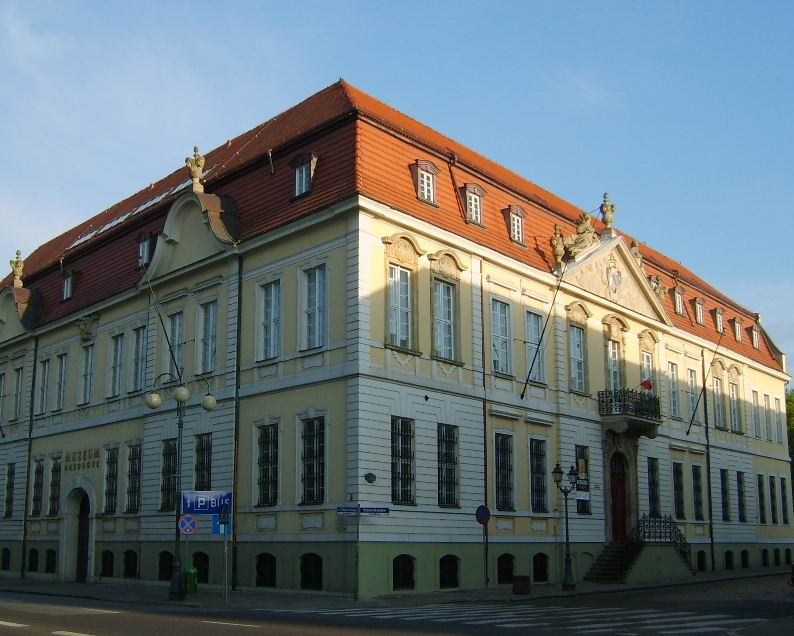
Pałac Sejmu Stanów Pomorskich
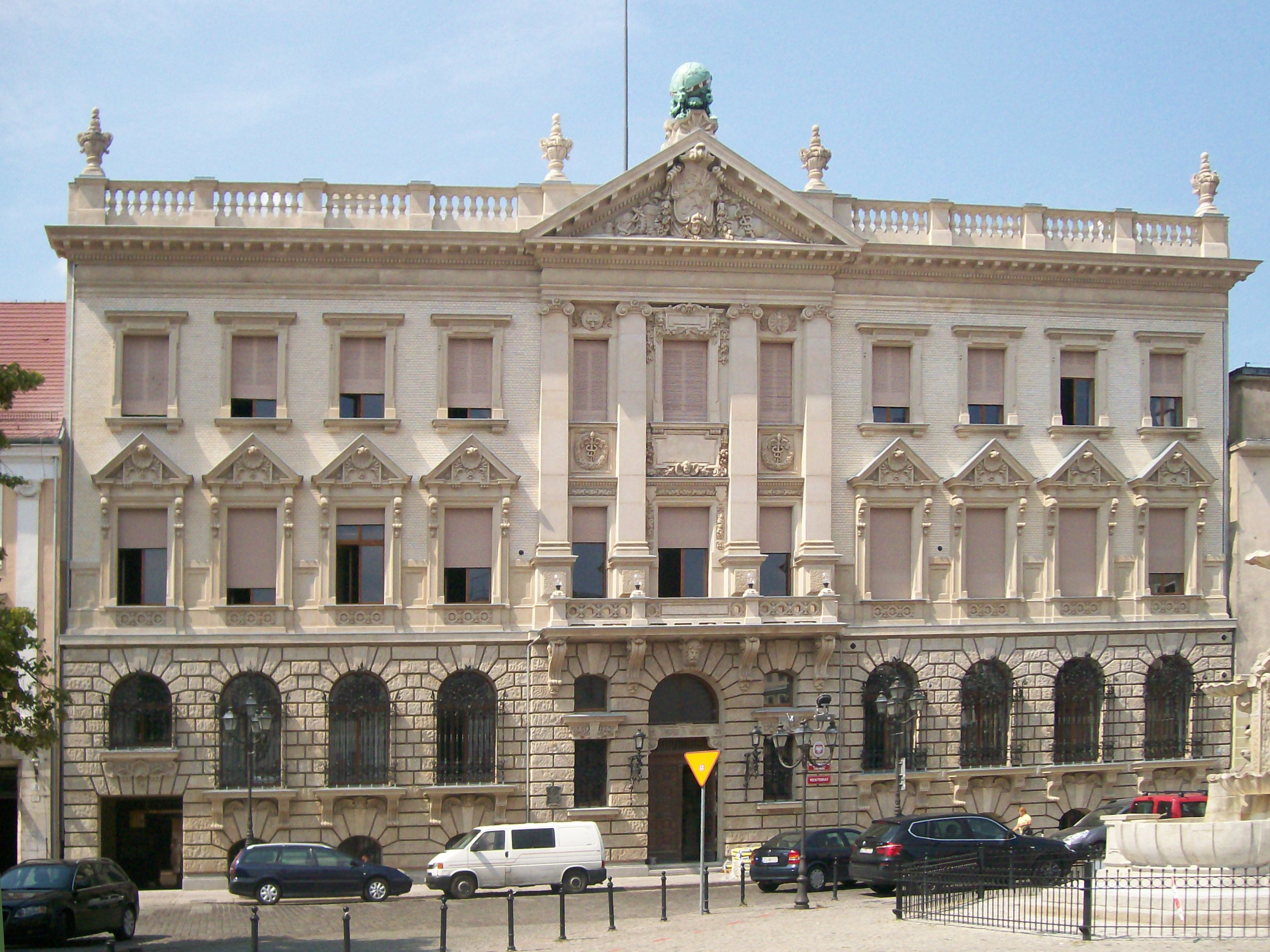
Pałac pod Globusem
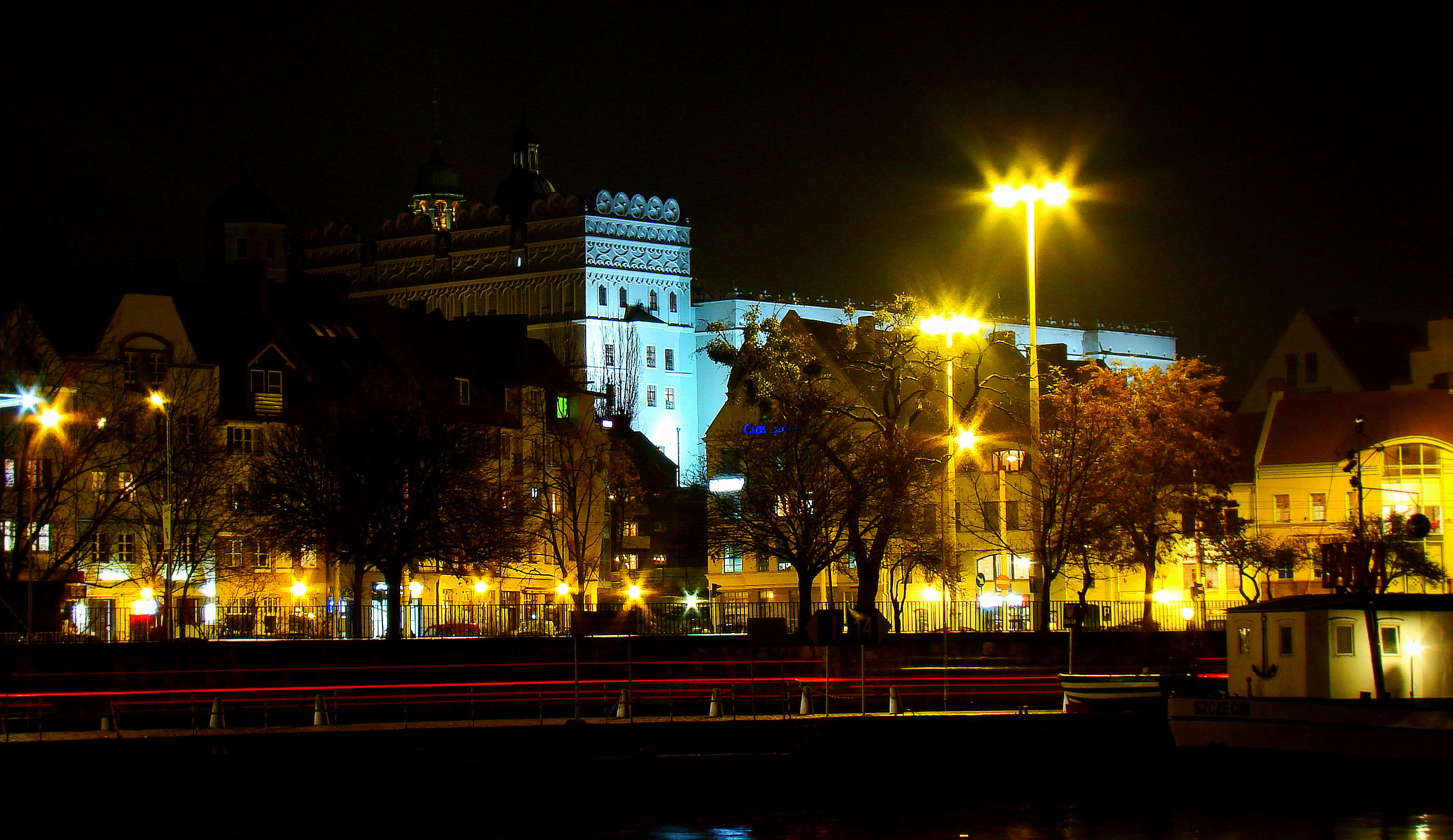
Stare Miasto nocą

## Wybrane obiekty nieistniejące
- Stara mennica, zlokalizowana była przy ul. Szewskiej,
- Kamienica Abrahama Wichenhagena, położona była przy obecnej ulicy Grodzkiej,
- Kamienica Gabriela Dahla, położona była przy obecnej ulicy Grodzkiej,
- Kamienica Paula Letscha, położona była na narożniku obecnych ulic Grodzkiej i Farnej,
- Kamienica Friedricha Pitzschky’ego, położona była na narożniku Rynku Nowego i ulicy Wielkiej Odrzańskiej,
- Kamienica Stettiner General-Anzeiger, położona była na narożniku Rynku Nowego i ulicy Opłotki,
- Giełda, znajdowała się przy Rynku Siennym. Adres: Panieńska 30.

## Interaktywna mapa

Mapa szczecińskiego Starego Miasta w obrębie dawnych murów miejskich

## Samorząd mieszkańców
Rada Osiedla Stare Miasto liczy 15 członków. W wyborach do rad osiedli 20 maja 2007 roku udział wzięło 124 głosujących, co stanowiło frekwencję na poziomie 2,78%. W wyborach do rady osiedla 13 kwietnia 2003 udział wzięło 46 głosujących, co stanowiło frekwencję 1,03% (najmniejszą spośród osiedli Szczecina).
Samorząd osiedla Stare Miasto został ustanowiony w 1990.